# Гомес, Карлос Мануэль
Карлос Мануэль Гомес До Нассименту (кат. Carlos Manuel Gomes Do Nascimento; род. 18 октября 1993) — андоррский футболист, нападающий клуба «Пас». Выступал за юношеские сборные Андорры до 17 и до 19 лет, а также за молодёжную сборную до 21 года. В 2016 году провёл одну игру за национальную сборную Андорры.

## Биография

### Клубная карьера
Его отец родом из Португалии, он играл в футбол в третьем по значимости дивизионе страны. В 1998 году Карлос начал заниматься футболом в школе Эскальдеса. Затем, Гомес перешёл в команду «Андорра», которая выступала в низших дивизионах Испании.
В 2012 году присоединился к команде «Ордино», которая дебютировала во втором дивизионе Андорры. Гомес стал лучшим бомбардиром и помог своей команде стать победителем турнира. «Ордино» при этом не проиграла по ходу сезона ни одной игры. В сезоне 2013/14 стал лучшим бомбардиром своей команды в чемпионате Андорры с 9 голами.
Летом 2015 года стал игроком «Сан-Жулии». В двух играх первого квалификационного раунда Лиги Европы против датского «Ранерса» Гомес оставался на скамейке запасных. В первом же сезоне в составе команды стал бронзовым призёром Примера Дивизио и дошёл до полуфинала Кубка Андорры, где «Сан-Жулиа» уступила команде «Энгордань» (1:2).
В январе 2017 года, вместе с Франческом Эстрагесом и Диего Мариньо, был отдан в аренду клубу «Пенья Энкарнада» из Сегона Дивизио. В дебютной игре против дубля «Санта-Коломы» Гомес отметился дублем в ворота соперника и помог новой команде выиграть со счётом (6:1). По итогам сезона «Пенья Энкарнада» заняла второе место в Сегона Дивизио и получила право сыграть в матче за право участие в чемпионате Андорры с седьмой командой Примера Дивизио. Гомес вторым бомбардиром в команде, после Мариньо, забив 16 мячей в 12 играх. Первая игра плей-офф против «Ордино» завершилась поражением со счётом (0:2). В ответной игре команда сумела обыграть соперника с разгромным счётом (5:1) и вернулась в Примера Дивизио. Гомес в этой игре отличился забитым дублем.

### Карьера в сборной
Выступал за юношескую сборную Андорры до 17 лет и провёл три матча в турнирах УЕФА. За сборную до 19 лет сыграл пять игр. Под руководством Хусто Руиса сыграл в 8 из 10 игр молодёжной сборной Андорры в отборочном турнире на чемпионат Европы 2015 года среди молодёжных команд.
В октябре 2014 года главный тренер национальной сборной Андорры Кольдо впервые вызвал Гомеса на отборочные игры к чемпионату Европы 2016 против Израиля и Боснии и Герцеговины. Однако, в составе команды он дебютировал 28 марта 2016 года в товарищеской встрече с Молдавией (0:1). Карлос вышел в конце игры на 87 минуте вместо Ивана Лоренсо.

## Достижения
«Ордино»
- Победитель второго дивизиона Андорры (1): 2012/13
- Лучший бомбардир второго дивизиона Андорры (1): 2012/13

«Сан-Жулиа»
- Бронзовый призёр чемпионата Андорры (1): 2015/16

«Пенья Энкарнада»
- Серебряный призёр второго дивизиона Андорры (1): 2016/17